# Acari (kommun)
Acari är en kommun i Brasilien.   Den ligger i delstaten Rio Grande do Norte, i den östra delen av landet, 1 600 km nordost om huvudstaden Brasília. Antalet invånare är 11 035.
Omgivningarna runt Acari är huvudsakligen savann. Runt Acari är det glesbefolkat, med 18 invånare per kvadratkilometer.